# Kongerigets arkiv
Kongerigets arkiv (svenska: Kungarikets arkiv) fanns i Köpenhamn under perioden 1861–1889 och fungerade som gemensamt arkiv för det danska kungarikets ministerier. I praxis betydde det inrikes-, finans-, justitie- och Kultusministeriets arkiv. Det var först år 1875 det officiellt fick namnet Kongerigets arkiv. Från år 1889 kom det, genom sammanslagning med Gehejmearkivet, att utgöra Rigsarkivets 2. avdelning.